# Sunclass Airlines
Pour les articles homonymes, voir Thomas Cook Airlines.
Sunclass Airlines, anciennement, Thomas Cook Airlines Scandinavia est une compagnie aérienne danoise basée dans trois pays scandinaves : le Danemark, la Norvège et la Suède mais dont le siège social est à Copenhague au Danemark.

## Histoire
L'histoire de Sunclass Airlines remonte initialement à deux compagnies aériennes charter : Conair of Scandinavia propriété de Danish Spies Group et Scanair propriété de Swedish SLG - Scandinavian Leisure Group. La fusion de ces deux sociétés ont donné naissance à la compagnie nommée "Premiair" le 1er janvier 1994.
La même année, la société SLG est absorbée par le groupe touristique britannique Airtours.
En 2002, la compagnie est renommée en MyTravel Airways.
En 2008, MyTravel Group est acquis Thomas Cook Group, la compagnie prend le nom de Thomas Cook Airlines Scandinavia.

En 2019, à la suite de la faillite du voyagiste Thomas Cook, Thomas Cook Airlines Scandinavia est renommée Sunclass Airlines. La compagnie est désormais détenue par Strawberry Group (40%), Altor Funds (40%) et TDR Capital (20%). et possède un nouveau certificat d'opérateur aérien. La compagnie n'est plus compagnie sœur de Thomas Cook Airlines, Thomas Cook Airlines Belgium et Condor.

Logo en tant que membre du groupe Thomas Cook
Premier logo en tant que Sunclass
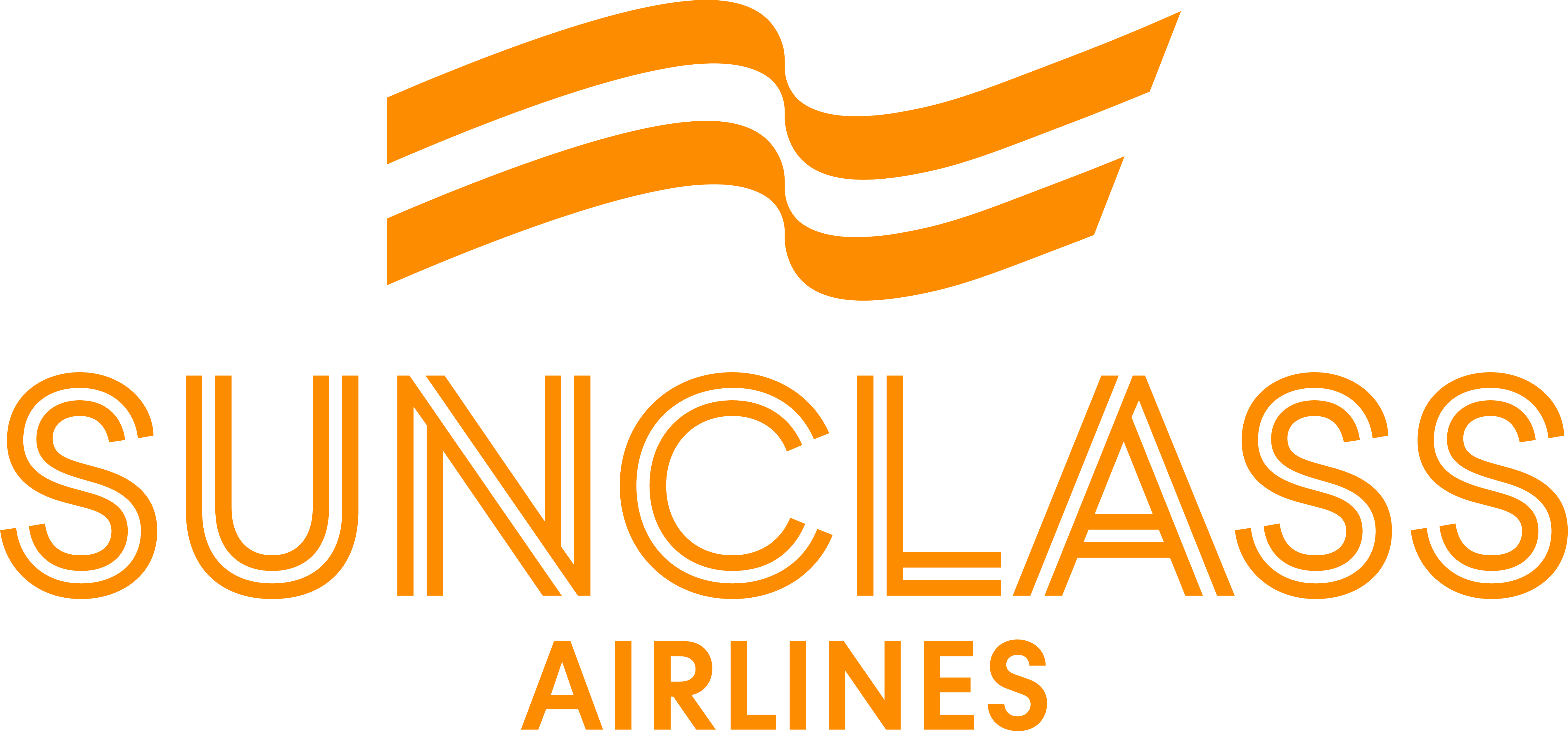
Logo actuel

## Flotte
En 2020, la compagnie dispose de la flotte suivante, :

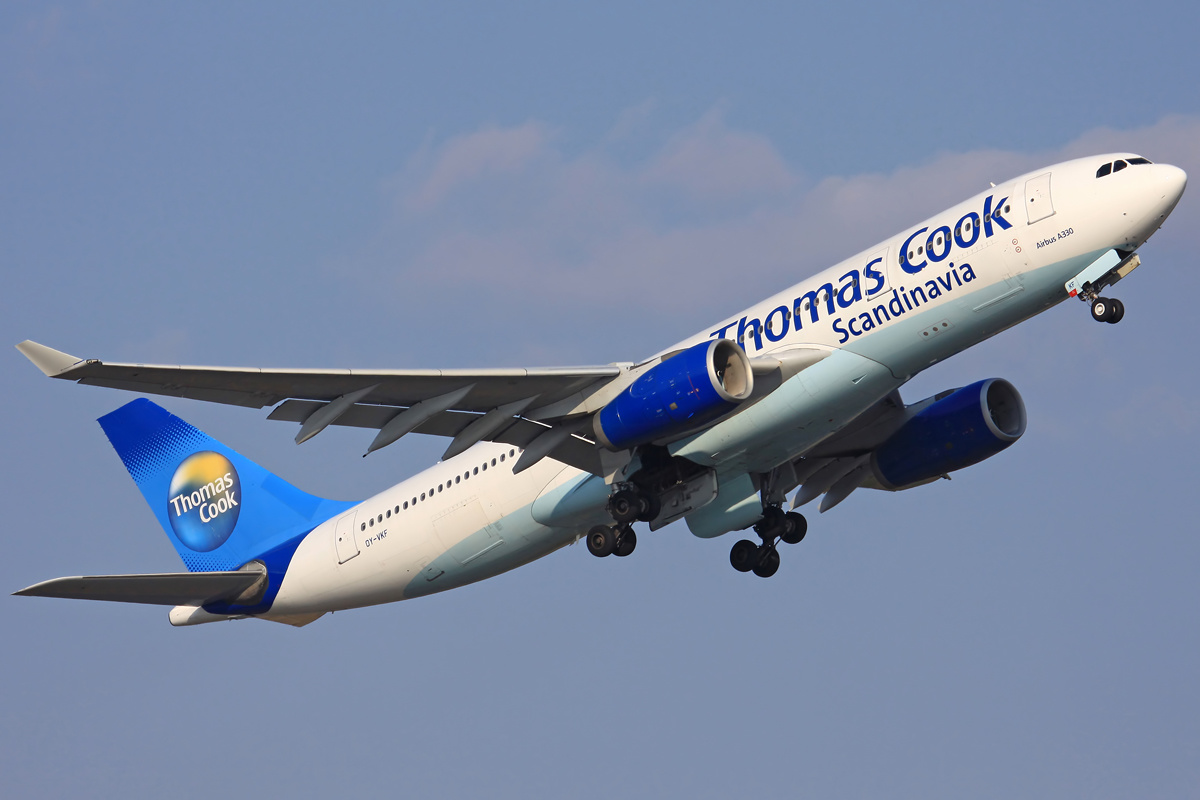
Un A330-200 de Sunclass Airlines alors appartenant au voyagiste Thomas Cook et nommée Thomas Cook Scandinavia
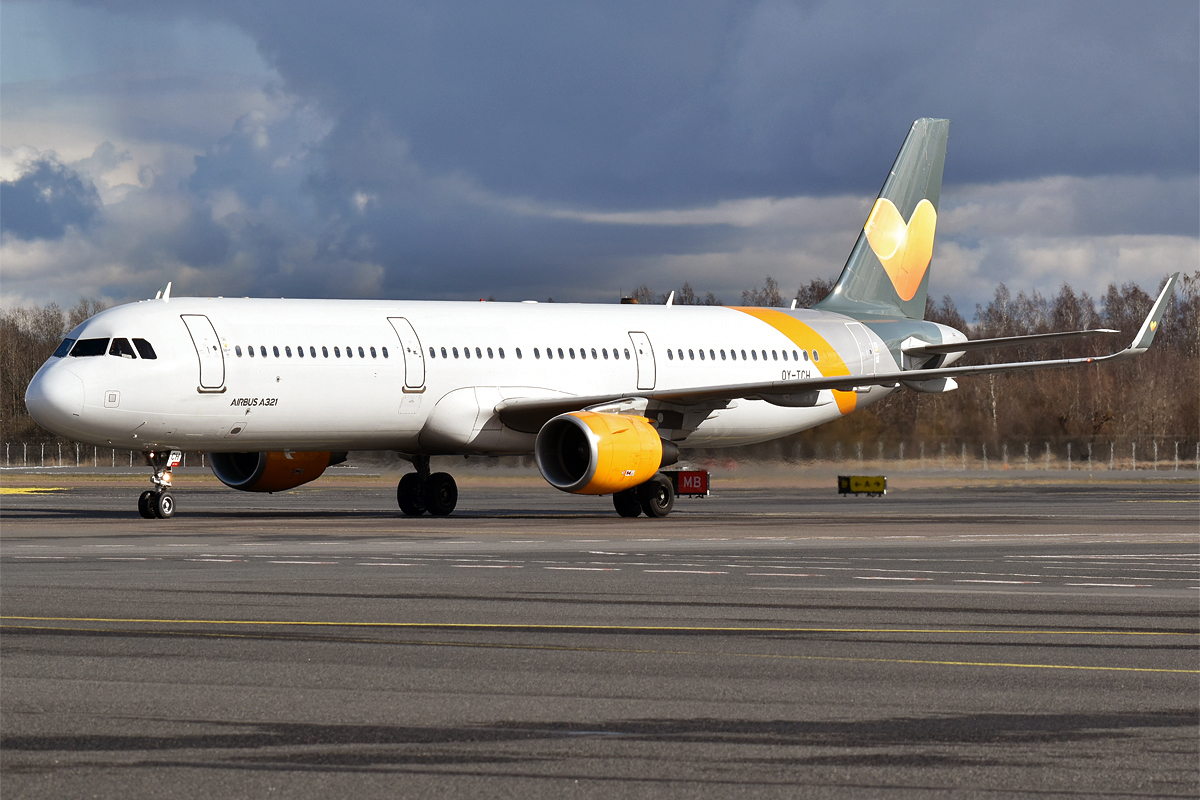
Un Airbus A321-211 de Sunclass Airlines, immatriculé OY-TCH dans une livrée intermédiaire
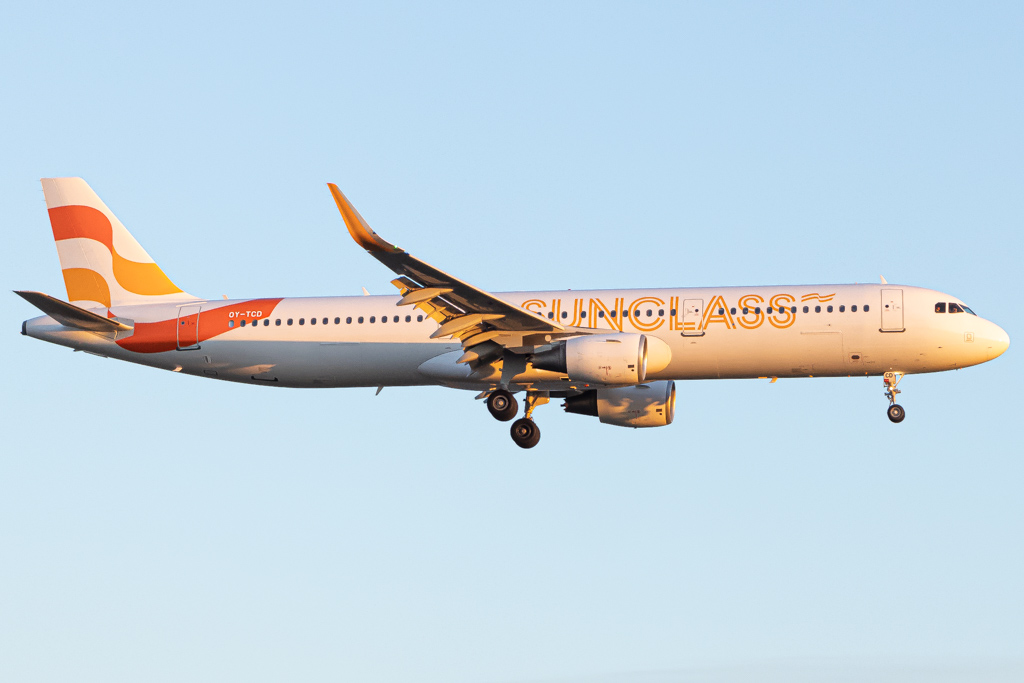
Un A321 dans la livrée actuelle et avec le nom "Sunclass Airlines"

## Destinations

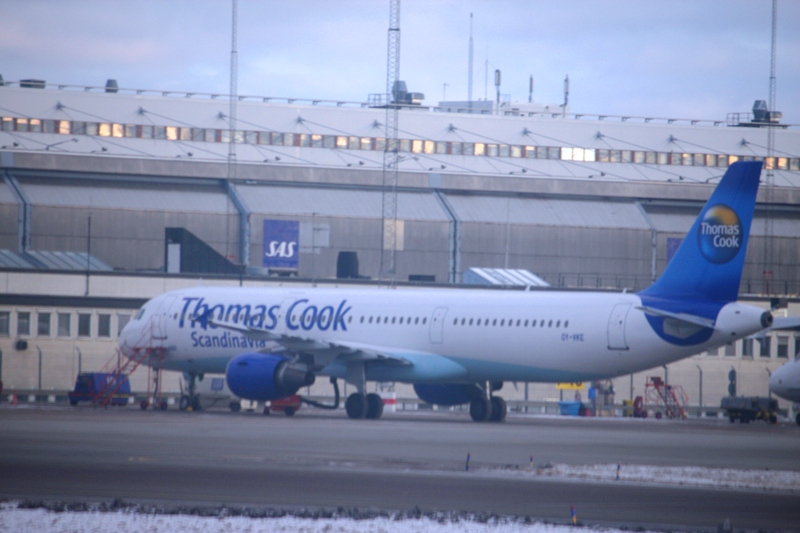
Un Airbus A321 de Thomas Cook Scandinavia à l'aéroport de Stockholm-Arlanda.

Sunclass Airlines assure des vols vers les destinations suivantes :
| - Afrique - Égypte - Hurghada - Aéroport d'Hurghada - Amérique - République dominicaine - Punta Cana - Aéroport de Punta Cana - Cuba - Aéroport Juan-Gualberto-Gómez - Asie - Thaïlande - Phuket - Aéroport de Phuket | - Europe - Bulgarie - Varna - Aéroport de Varna - Chypre - Larnaca - Aéroport de Larnaca - Danemark - Aalborg - Aéroport d'Aalborg - Billund - Aéroport de Billund - Copenhague - Aéroport de Copenhague - Espagne - Las Palmas - Aéroport de Gran Canaria - Palma de Majorque - Aéroport de Palma de Majorque - Tenerife - Aéroport de Ténérife-Sud - Almeria - Aéroport d'Almeria - Finlande - Helsinki - Aéroport d'Helsinki-Vantaa - Grèce - La Canée - Aéroport international de La Canée - Heraklion - Aéroport international d'Héraklion Níkos-Kazantzákis - Kos - Aéroport international de l'île de Kos - Mytilène - Aéroport international de Mytilène - Prévéza - Aéroport d'Aktion - Rhodes - Aéroport de Rhodes - Skiathos - Aéroport de Skiathos | - Norvège - Bergen - Aéroport de Bergen - Oslo - Aéroport d'Oslo-Gardermoen - Stavanger - Aéroport de Stavanger - Trondheim - Aéroport de Trondheim - Suède - Göteborg - Aéroport de Göteborg-Landvetter - Malmö - Aéroport de Malmö - Stockholm - Aéroport de Stockholm-Arlanda - Portugal - Madère - Aéroport de Funchal - Turquie - Antalya - Aéroport d'Antalya - Dalaman - Aéroport de Dalaman |